# Volharding 750 TEU
Der Typ Volharding 750 TEU ist ein Containerschiffstyp der niederländischen Werft Volharding Shipyards.

## Geschichte
Die Schiffe wurden von 2002 bis 2005 auf der Werft Volharding Shipyards gebaut. Die Rümpfe wurden von der rumänischen Werft Daewoo-Mangalia Heavy Industries zugeliefert. Zunächst drei Schiffe wurden für die niederländische Reederei JR Shipping in Harlingen gebaut. Die Baukosten beliefen sich auf rund 50 Mio. Euro. Zwei weitere Schiffe wurden für die Unitas Schiffahrtsgesellschaft in Haren (Ems) und drei weitere Schiffe für Beluga Shipping in Bremen gebaut. JR Shipping übte später die vertraglich vereinbarte Option auf weitere drei Schiffe des Typs aus.
Die für Beluga Shipping gebauten Schiffe wurden infolge der Insolvenz des Unternehmens 2011 an die Reederei Heino Winter verkauft. Im Februar 2014 übernahm die HS Bereederungsgesellschaft die Schiffe. 2016 wurden alle drei Schiffe bei Huarun Dadong Dockyard in Shanghai um 30 Meter verlängert. Die Vermessung der Schiffe erhöhte sich dadurch auf 9755 BRZ/4909 NRZ, die Tragfähigkeit auf 13.500 t und die Containerkapazität auf 1025 TEU.

## Beschreibung
Die Schiffe werden von einem Viertakt-Achtzylinder-Dieselmotor des Herstellers Caterpillar (Typ: MaK 8M43) mit 7200 kW Leistung angetrieben. Der Motor wirkt über ein Untersetzungsgetriebe auf einen Verstellpropeller. Die Geschwindigkeit wird mit 18 kn angegeben. Die Schiffe sind mit einem Bugstrahlruder mit 650 kW Leistung ausgestattet.
Für die Stromerzeugung steht ein Stamford-Wellengenerator mit 1.150 kW Leistung zur Verfügung, der über eine Abtriebswelle von der Hauptmaschine angetrieben wird. Außerdem stehen zwei Stamford-Generatoren zur Verfügung, die von je einem Scania-Dieselmotor mit 350 kW Leistung angetrieben werden. Weiterhin steht ein Dieselgenerator mit 350 kW Leistung als Not- und Hafengenerator zur Verfügung.
Die Schiffe verfügen über drei Laderäume, in denen jeweils zwei 40-Fuß-Container hintereinander geladen werden können. In Raum 1 können vier Lagen, in Raum 2 und 3 jeweils drei Lagen übereinander gestaut werden. An Deck können auf Luke 1 drei Lagen, auf Luke 2 vier bzw. fünf Lagen und auf Luke 3 fünf Lagen übereinander gestaut werden. Vor dem Deckshaus befinden sich weitere Stellplätze an Deck. Hier können sechs Lagen übereinander gestaut werden. Werden 20-Fuß-Container geladen, kann der hintere der beiden Stapel sieben Lagen hoch sein.
An Deck können acht Container nebeneinander geladen werden. In der vordersten Bay sowie in der untersten Lage der Stellplätze direkt vor dem Deckshaus finden sechs Container nebeneinander Platz. In den Laderäumen finden bis zu sieben Container nebeneinander Platz. Die Kapazität verringert sich hier nach vorne und achtern durch die sich verjüngenden Laderäume. Die mit Cellguides ausgestatteten Laderäume sind mit hydraulisch betriebenen Faltlukendeckeln verschlossen.
Die Containerkapazität beträgt 750 TEU. 225 TEU finden im Raum, 525 an Deck Platz. Werden 40-Fuß-Container geladen, finden 356 FEU und 22 TEU an Bord Platz. Bei homogener Beladung mit 14 t schweren Containern können 511 TEU geladen werden. Es sind Anschlüsse für 100 Kühlcontainer vorhanden. Die Schiffe können 20-, 30-, 40-, 45- und 49-Fuß-Container laden.
Der Bereich der Back ist als Wetterschutz gedeckt, dahinter befindet sich vor den Laderäumen ein Wellenbrecher zum Schutz vor überkommendem Wasser.
Das Deckshaus befindet sich weit achtern. Es bietet Platz für 14 Besatzungsmitglieder. Der Rumpf der Schiffe ist eisverstärkt.

## Schiffe
| Volharding 750 TEU | Volharding 750 TEU | Volharding 750 TEU | Volharding 750 TEU | Volharding 750 TEU |
| Bau- name          | Bau- nummer        | IMO- Nummer        | Ablieferung        | Umbenennungen und Verbleib |
| ------------------ | ------------------ | ------------------ | ------------------ | --- |
| Enforcer           | 540                | 9255737            | Januar 2004        | 2009: X-Press Matterhorn, 2011: Enforcer |
| Gerd               | 541                | 9255749            | Oktober 2003       | 2003: B.G. Ireland, 2006: Javi, 2007: Gerd, 2019/20 bei Niestern-Sander in Delfzijl zum Hopperbagger Yed Prior umgebaut                                           |
| Beluga Seduction   | 542                | 9255751            | November 2003      | 2003: Eucon Progress, 2007: Beluga Seduction, 2008: Vento Di Maestrale, 2008: Beluga Seduction, 2011: Hanna Marie, 2014: Hermann Schepers, 2024: Rotterdam Trader |
| Beluga Sensation   | 543                | 9255763            | Februar 2004       | 2010: HAL Sentaso, 2011: Lina, 2014: Anton Schepers, 2024: Colombo Trader                                                                                         |
| Encounter          | 544                | 9255775            | April 2004         | |
| Herm               | 545                | 9255787            | Oktober 2004       | 2019: Energy |
| Energizer          | 553                | 9299501            | Juli 2004          | |
| Beluga Stimulation | 557                | 9299513            | Juli 2004          | 2004: OOCL Novgorod, 2006: Beluga Stimulation, 2010: HAL Singapore, 2011: Mattys, 2014: Reinhard Schepers, 2022: X-Press Irrawaddy                                |
| Endeavor           | 572                | 9312195            | April 2005         | 2025: CT Endeavor |
| Endurance          | 573                | 9312200            | Oktober 2005       | 2005: Uppland, 2008: Endurance, 2009: X-Press Monte Rosa, 2010: Endurance                                                                                         |
| Ensemble           | 574                | 9312212            | Dezember 2005      | 2009: X-Press Monte Bianco, 2011: Ensemble |